# Craugastor silvicola
Craugastor silvicola är en groddjursart som först beskrevs av Lynch 1967.  Craugastor silvicola ingår i släktet Craugastor och familjen Craugastoridae. IUCN kategoriserar arten globalt som starkt hotad. Inga underarter finns listade i Catalogue of Life.